# Марк Алфидий Луркон
Марк Алфидий (Ауфидий) Луркон (на латински: Marcus Aufidius (Alfidius) Lurco) e римски магистрат от 1 век пр.н.е.. Луркон е от плебейския gens Алфидии и произлиза от Фунди (днес Фонди, Италия).
Луркон живее в Рим и става през 61 пр.н.е. трибун на плебеите. Тогава създава Lex Aufidia или Lex Aufidia de Ambitu.
Съпругата му не е известна. Има дъщеря Алфидия, която се омъжва за Марк Ливий Друз Клавдиан, бъдещ претор. Така е дядо по майчина линия на техните деца, римската императрица Ливия Друзила и консул Марк Ливий Друз. Луркон е прадядо на император Тиберий и генерал Нерон Клавдий Друз.